# Lemniscomys linulus
Lemniscomys linulus је врста глодара из породице мишева (Muridae).

## Распрострањење
Ареал врсте је ограничен на мањи број држава. 
Врста има станиште у Малију, Обали Слоноваче и Сенегалу. Станиште у Гвинеји и Гани је непотврђено.

## Станиште
Станиште врсте су саване.

## Угроженост
Ова врста није угрожена, и наведена је као последња брига јер има широко распрострањење.